# 约根·斯塔克
约根·斯塔克（Juergen Staack，1978年—），出生于多伯卢格－基希海因 。是工作与生活在杜塞尔多夫的德国极简艺术和观念艺术家。

## 职业生平
约根·斯塔克高中毕业之后即接受了摄影培训, 其后2002年至2008年他在杜塞尔多夫艺术学院学习, 是托马斯·鲁夫的大师生, 并从克里斯托弗·威廉姆斯处获得学院研究生学位。在艺术学院学习期间，他和同班同学于2003年成立了艺术团体FEHLSTELLE。

## 创作
斯塔克很早就在观念摄影中发展了自己的表达形式, 既强调摄影与语言间的可译性, 又强调 “模拟的、以及数字摄影图像在消耗中的物质脆弱性”。为此, 他运用各种媒介, 如表演、声音、视频、雕塑或照片, 并经常让观众成为艺术作品的构成部分。 斯塔克作品中反复出现的主题体现出他一再质疑的图像和形像之间的关系, 以及它们的真实性与起源。
“他的绘图、声音装置、说话的图像和充满诗意的表演,” 艺术记者Helga Meister言简意赅地写道, “展现了图像表现的局限性”。 也如不莱梅威斯堡美术馆前馆长Peter Friese指出的那样：
斯塔克的艺术创作不仅涉及到这样的问题：什么是图像？什么构成了图像？它如何、何时、何地形成？而且也在发问：在这个以视觉刺激为特征的世界里, 图像有什么地位？而恰恰是在对图像真理的争议以及现在越来越先进的传播媒体对我们世界大规模的渗透中, 他找到了自己作为一个观念艺术家的位置。 这个研究的结果一部分来自他对图像和媒介的批评中令人惊讶的考察。斯塔克在摄影的边界领域活动, 以他质疑语境的目光, 关注着图像、跨媒体信息、语言和文本的社会锚定性使用。 
意料之外的转换和翻译的过程对斯塔克而言常常扮演着特殊的角色, 无论是从字面上还是从象征性的角度来看：由于无法读取的代码或消解的信息, 他的作品屡屡打乱经典的交流形态, 有时甚至引向荒谬。 反过来, 它们 “不仅展示了感知与交流之间的严重缺陷, 也展示了图像表现的局限性。在这全球视觉文化全盘主导的时代,” 艺术史学家萨宾娜-玛丽亚-施密特认为, “约根·斯塔克以全新的方式提出了图像生成的基础和其基本元素的问题”。

## 展览

### 个展（精选）
- 2006年：《遗失, …… 失踪的图片》，别处画廊，波士顿。
- 2010年：《转形》, 康拉德-菲舍尔画廊，杜塞尔多夫。
- 2013年：《萨哈》, 康拉德-菲舍尔画廊，柏林。
- 2013年：《脚本》, Artothek—年轻艺术空间，科隆。
- 2014年：《二》, 康拉德-菲舍尔画廊，杜塞尔多夫。
- 2016年：《缩简现实》, 奥尔登堡艺术中心，奥尔登堡。
- 2016年：《争执》, 鲁尔艺术中心，埃森。
- 2020年：《汉斯·彼得·费尔德曼, 托马斯·鲁夫, 约根·斯塔克》, 康拉德-菲舍尔画廊, 杜塞尔多夫。

### 群展（精选）
- 2004年: 《现实主义的更新》, 雅克比空间, 马尔卡斯特恩艺术家协会, 杜塞尔多夫。
- 2005年：《阿尔勒会议》, 阿尔勒。
- 2009年：《FEHLSTELLE - LA ZONA》, 公共空间, 米兰。
- 2010年：《而黑色并非颜色》, 康拉德-费舍尔画廊, 杜塞尔多夫。
- 2011年：《ars viva - 2011/12》, 弗柯望博物馆, 埃森; 里加艺术空间, 里加（立陶宛）; 韦瑟堡美术馆, 不莱梅。
- 2011年：《汉特曼 斯塔克》, 艺术空间, 杜塞尔多夫。
- 2012年：《自由的莱茵兰》, Helga de Alvear画廊, 马德里。
- 2013年：《转移》, MMCA, 国立当代美术馆, 首尔; 奥斯特豪斯美术馆, 哈根。
- 2015年：《AAA-艺术与城市》, 苏黎世。
- 2015年：《更多的观念一现在的构想》, 莫斯布罗希美术馆, 勒沃库森。
- 2015年：《围绕日常声音》, 世界艺术之家, 杜塞尔多夫。
- 2016年：《开放仓库》, 北威州艺术馆, 亚琛。
- 2017年：《与艺术家的二重奏》, 莫斯布罗希美术馆, 勒沃库森。
- 2017年：《路德与先锋》, 老监狱, 维滕贝格。
- 2017年：《沥青—艺术颠覆者》, 老财政部, 杜塞尔多夫。
- 2017年：《用手抓却又抓不到》, 美因茨美术馆, 美因茨。
- 2017年：《应力场》, 美术文献艺术中心, 武汉。
- 2017年：《与艺术家的二重奏》, Belvedere 21, 维也纳。
- 2018年：《德国不是一座孤岛》, 德意志联邦共和国艺术与展览馆, 波恩。
- 2018年：《办公大楼》, 北威州艺术馆, 亚琛。
- 2019年：《听图像，看声音》, Kai10—杜塞尔多夫Arthena基金会。

## 引用
1. ↑  Meister, Helga, Nach dem Sputnik: Neue Bilder aus der Düsseldorfer Fotoszene, Düsseldorf: Jan van der Most: pp. 61 （德文）
2. 1 2 3  Sabine Maria Schmidt, Juergen Staack, artist Kunstmagazin – neue positionen. Bremen (110): pp. 28–31 （德文）
3. ↑   4th Documentary Exhibition of Fine Arts: Stress Field., Wuhan: pp. 214–215 （德文）
4. ↑   Luther und die Avantgarde. Zeitgenössische Kunst im alten Gefängnis in Wittenberg mit Sonderpräsentationen in Berlin und Kassel 
 Mit Beiträgen von Heinrich Bedford-Strom, Markus Gabriel, Kay Heymer, Thomas Kaufmann, Susanne Kleine, Dimitri Ozerkov, Walter Smerling, Wolfgang Ulrich, Peter Weibel und Dan Xu. Fotografien von Daniel Biskup., Köln: Wienand: pp. 357, ISBN 978-3-86832-366-5 （德文）
5. ↑  Helga Meister.  （德语）.
 （页面存档备份，存于） .   [2021-01-16]. 原始内容存档于2021-01-22.
6. ↑  Friese, Peter, Bild. Grenzen. Überschreiten. 
 In: Juergen Staack. Reduktion der Wirklichkeit. Katalog zur Ausstellung, Oldenburg: pp. 14-19 （德文）